# Shulan
Koordinaten: 44° 24′ N, 126° 57′ O
Shulan (舒兰市; Pinyin: Shūlán Shì) ist eine kreisfreie Stadt der bezirksfreien Stadt Jilin in der Provinz Jilin im Nordosten der Volksrepublik China. Sie hat eine Fläche von 4.600 km² und zählt 645.702 Einwohner (Stand: Zensus 2010).
Die Gräber des Klans der Familie von Wanyan Xiyin (Wanyan Xiyin jiazu mudi 完颜希尹家族墓地) stehen seit 2001 auf der Liste der Denkmäler der Volksrepublik China (5-158).
Nachdem im Zuge der Corona-Pandemie bereits für einige Tage alle Orte Chinas als risikoarm galten wurde nach dem Auftreten von einigen Krankheitsfällen Shulan am 11. Mai 2020 neu als Hochrisikogebiet eingestuft, mit den Folgen der Sperre für Personenverkehr, Schulen etc.

## Persönlichkeiten
- Zhang Yanmei (* 1970), Shorttrackerin